# ۱۹۷ (میلادی)
۱۹۷ (میلادی) صد و نود و هفتمین سال تقویم میلادی است.

## درگذشتگان
- سائو آنگ - پسر بزرگ سائو سائو
- دیان وی - جنگاور و محافظ سائو سائو

‎